# Greg Casar
Gregorio Eduardo Casar, detto Greg (Houston, 4 maggio 1989), è un politico e attivista statunitense, membro della Camera dei Rappresentanti per lo stato del Texas dal 2023.

## Biografia
Nato a Houston in una famiglia di immigrati messicani, Greg Casar frequentò lo Strake Jesuit College Preparatory dove praticò atletica leggera, specializzandosi nella corsa su pista. Si laureò poi in scienze politiche presso l'Università della Virginia. Proprio al college intraprese la strada dell'attivismo, associandosi a Students and Workers United for a Living Wage, un gruppo che chiedeva l'innalzamento del salario minimo per i lavoratori dell'università. Fu poi dirigente del Proyecto Defensa Laboral, un'organizzazione comunitaria dedicata agli operai immigrati del settore edile, per la quale guidò numerose battaglie a favore del miglioramento delle condizioni lavorative e contro il furto salariale. Ottenne ad esempio un accordo in base al quale ad ogni lavoratore dovevano essere consentiti dieci minuti di pausa ogni quattro ore lavorate e comunque non più di tre ore e mezza senza pausa, oltre a svariati miglioramenti nella tutela dei lavoratori da parte di colossi aziendali come Apple.
Nel 2014 si candidò per un seggio all'interno del consiglio comunale della città di Austin e vinse il ballottaggio contro Laura Pressley, un'attivista che lottava contro la fluorizzazione dell'acqua. La Pressley contestò il risultato elettorale, paventando irregolarità nelle schede, ma nel 2019 la Corte suprema del Texas rigettò definitivamente il suo appello. Nel 2016 Casar venne rieletto per un secondo mandato come consigliere comunale, nella stessa tornata elettorale che vide la vittoria di Donald Trump alle presidenziali del 2016. Casar dichiarò che, se si fosse verificata la possibilità, si sarebbe rifiutato di stringere la mano a Trump e invitò i cittadini ad adottare la resistenza piuttosto che la riconciliazione invocata da alcune parti politiche. Nel 2020 venne rieletto nuovamente consigliere comunale e il periodico Austin Monthly lo definì "il futuro della politica del Texas". Nel corso della sua permanenza all'interno del consiglio, Casar si impegnò su temi quali l'immigrazione, la tutela dei lavoratori, il riconoscimento dell'indennità di malattia, la riforma del sistema giuridico in ambito criminale. Il distretto da lui rappresentato era caratterizzato da elevati tassi di povertà e immigrazione.
Nel corso delle proteste per la morte di George Floyd, quando le manifestazioni di Black Lives Matter interessarono la città di Austin, diversi civili restarono feriti negli scontri con le forze di polizia. Casar richiese un maggiore controllo della polizia e progettò un piano per ridurre il finanziamento economico al dipartimento di polizia: la città di Austin fu una delle poche realtà statunitensi in cui si riuscì ad ottenere una riallocazione dei fondi finanziari dalle forze di polizia ad altri programmi cittadini, tra cui servizi di salute mentale, prevenzione della violenza domestica e aiuti ai senzatetto.
Nel 2021 Casar rassegnò le proprie dimissioni da consigliere per candidarsi alle elezioni parlamentari dell'anno successivo. Figurò tra i candidati del Partito Democratico per un seggio all'interno della Camera dei Rappresentanti. Durante la campagna elettorale ottenne il sostegno pubblico di personalità del calibro di Bernie Sanders, Elizabeth Warren e Alexandria Ocasio-Cortez. Casar vinse le primarie con circa il 60% delle preferenze e, dato il forte indice di elettori democratici all'interno del distretto congressuale per cui era candidato, aggiudicarsi le primarie equivaleva a vincere anche le elezioni generali. Difatti, a novembre, Greg Casar venne eletto deputato con oltre il 73% dei voti complessivi.
Per via delle sue posizioni politiche, Greg Casar è stato definito "tra i membri del Congresso più progressisti che abbiano mai rappresentato il Texas".